# Sesto Fiorentino
Sesto Fiorentino är en stad och kommun i storstadsregionen Florens, innan den 31 december 2014 provinsen Florens, i den italienska regionen Toscana. Staden har anor från antiken. Bland sevärdheterna återfinns kyrkorna Pieve di San Martino och Santa Maria a Quinto samt Palazzo Pretorio.

## Personer från Sesto Fiorentino
- Pietro Bernini (1562–1629), skulptör
- Piero Tosi (1927–2019), kostymör
- Niccolò Campriani (född 1987), sportskytt

## Bilder
| - Pieve di San Martino. |